# Lithocarpus edulis
Lithocarpus edulis ist eine Pflanzenart aus der artenreichen Gattung Lithocarpus in der Unterfamilie Quercoideae innerhalb der Familie der Buchengewächse (Fagaceae). Sie ist in Japan heimisch und wird in warm-gemäßigten, frostfreien Gebieten als Zierpflanze verwendet.

## Beschreibung

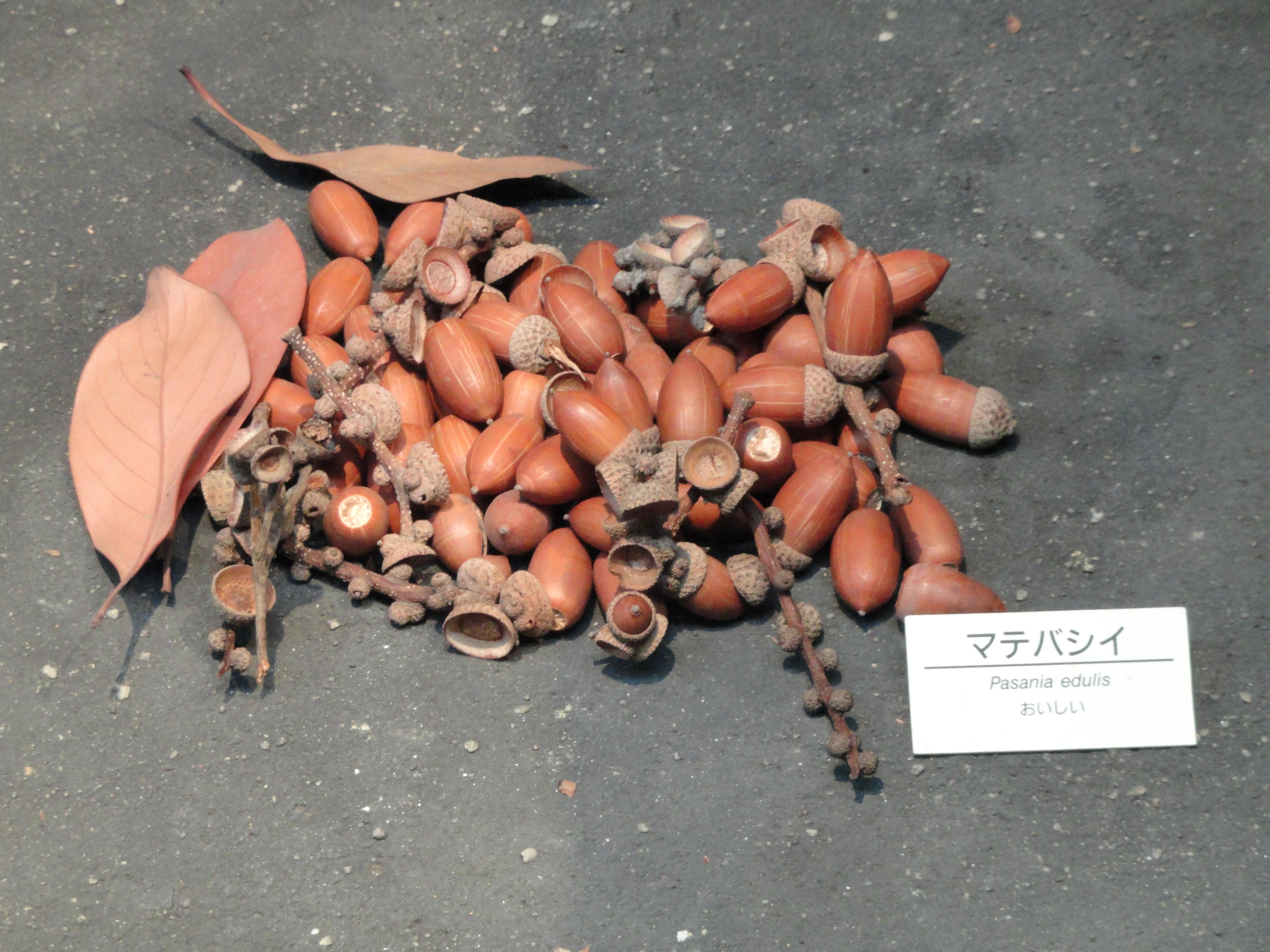
Laub, Fruchtstand und Eicheln mit sowie ohne Cupula

Lithocarpus edulis ist ein immergrüner Baum, der Wuchshöhen bis 9 Meter erreicht. Die Rinde ist glatt und blaugrau. Die wechselständigen Laubblätter sind lederig und glattrandig.
Der Same besitzt eine Länge von etwa 2,5 cm sowie einen Durchmesser von etwa 8 mm und hat die Form einer Eichel.

## Verbreitung, Standorte bei Kultur in Europa und Nutzung
Lithocarpus edulis ist in Japan von Honshū über Kyushu bis Shikoku und auf den Ryūkyū-Inseln heimisch.
Lithocarpus edulis ist in Mitteleuropa nicht winterhart; auf den Britischen Inseln kann er in den wärmsten südwestlichen Gebieten im Freien gedeihen.
Die Samen sind roh oder gekocht essbar.

## Taxonomie
Die Erstbeschreibung erfolgte 1897 unter dem Namen (Basionym) Pasania edulis durch Makino Tomitarō in Botanical Magazine, Volume 11, S. 34. Die Neukombination zu Lithocarpus edulis wurde 1916 durch Takenoshin Nakai in Index Seminum (TI), S. 8 veröffentlicht. Ein weiteres Synonym für Lithocarpus edulis (Makino) Nakai ist Quercus edulis (Makino) Makino